# Lijst van Frankische veldslagen
Deze pagina bevat de veldslagen waarin de Franken verwikkeld waren tijdens het bestaan van hun Frankische Rijk. Ze zijn geordend op chronologische volgorde en de vetgedrukte betrokkene(n) was/waren de overwinnaar(s).
| Veldslag                    | Betrokkenen                                                 | Datum                                     |
| --------------------------- | ----------------------------------------------------------- | ----------------------------------------- |
| Slag aan de Frigidus        | Franken; West-Romeinse Rijk - Oost-Romeinse Rijk; Visigoten | 394, 5 en 6 september                     |
| Slag ten oosten van de Rijn | Ripuarische Franken - Vandalen; Alanen                      | 405/6, vermoedelijk in de zomer of herfst |
| Slag bij Soissons           | Frankische Rijk - Domein van Soissons                       | 486                                       |
| Slag bij Tolbiac            | Frankische Rijk - Alemannen                                 | 496                                       |
| Slag bij Dijon              | Frankische Rijk; Godigisel - Gundobad                       | 500                                       |
| Slag bij Vouillé            | Frankische Rijk - Visigoten                                 | 507                                       |
| Slag bij Vézeronce          | Frankische Rijk - Bourgondië; Ostrogoten                    | 524                                       |
| Slag bij Autun              | Frankische Rijk - Bourgondië                                | 532                                       |
| Slag bij Volturnus          | Frankische Rijk; Alemannen - Byzantijnse Rijk               | 554                                       |
| Slag bij Wogastisburg       | Frankische Rijk - Slaven                                    | 631                                       |
| Slag bij Tertry             | Austrasië - Neustrië; Bourgondië                            | 687                                       |
| Slag bij Dorestad           | Frankische Rijk - Friezen                                   | 695                                       |
| Slag bij Compiègne          | Austrasië - Neustrië                                        | 715, 26 september                         |
| Slag bij Keulen             | Austrasië (Karel Martel) - Neustrië; Friezen                | 716                                       |
| Slag bij Amel               | Austrasië (Karel Martel) - Neustrië                         | 716                                       |
| Slag bij Vincy              | Karel Martel - Chilperik II; Ragamfred; Odo van Aquitanië   | 717, 21 maart                             |
| Slag bij Soissons           | Karel Martel - Chilperik II; Ragamfred; Odo van Aquitanië   | 718                                       |
| Slag bij Toulouse           | Odo van Aquitanië - Omajjaden                               | 721                                       |
| Slag aan de Garonne         | Odo van Aquitanië - Omajjaden                               | 732                                       |
| Slag bij Poitiers           | Frankische Rijk (Karel Martel) - Omajjaden                  | 732                                       |
| Slag aan de Boorne          | Frankische Rijk (Karel Martel) - Friezen                    | 734                                       |
| Slag bij Avignon            | Frankische Rijk (Karel Martel) - Omajjaden                  | 737                                       |
| Slag bij Narbonne           | Frankische Rijk (Karel Martel) - Omajjaden                  | 737                                       |
| Slag aan de Berre           | Frankische Rijk (Karel Martel) - Omajjaden                  | 737                                       |
| Slag bij Nîmes              | Frankische Rijk (Karel Martel) - Omajjaden                  | 737                                       |
| Slag in de Vallei van Susa  |                                                             | 755                                       |
| Saksenoorlogen              | Frankische Rijk - Saksen                                    | 772-804                                   |
| Beleg van Pavia             | Frankische Rijk - Longobarden                               | 773-774                                   |
| Slag van de Roncevaux-Pas   | Frankische Rijk - Basken                                    | 778                                       |
| Beleg van Zaragoza          |                                                             | 778                                       |
| Slag bij de Süntel          | Frankische Rijk - Saksen                                    | 782                                       |
| Bloedbad van Verden         | Terechtstelling van 4.500 Saksen.                           | 782                                       |
| Slag bij Detmold            | Frankische Rijk - Saksen                                    | 783                                       |
| Slag aan de Hase            | Frankische Rijk - Saksen                                    | 783                                       |
| Beleg van Barcelona         |                                                             | 800-801                                   |
| Eerste Beleg van Tortosa    |                                                             | 809                                       |
| Tweede Beleg van Tortosa    |                                                             | 811                                       |
| Slag bij Fontenay           | Lotharius I - Karel de Kale; Lodewijk de Duitser            | 841                                       |
| Slag bij Angoulême          |                                                             | 844                                       |
| Plundering van Parijs       | Frankische Rijk - Vikingen                                  | 845, 28 maart                             |
| Slag bij Ballon             |                                                             | 845, 22 november                          |
| Slag bij Jengland           | West-Francië - Bretagne                                     | 851, 22 augustus                          |
| Slag bij Brissarthe         | Frankische Rijk - Bretagne; Vikingen                        | 866                                       |
| Slag bij Andernach          | West-Francië - Oost-Francië                                 | 876, 8 oktober                            |
| Slag bij Saucourt-en-Vimeu  | Frankische Rijk - Deense Vikingen                           | 881, 3 augustus                           |
| Beleg van Parijs            | Frankische Rijk - Vikingen                                  | 885-886                                   |
| Slag bij Leuven             | Oost-Francië - Vikingen                                     | 891                                       |
| Slag bij Soissons           |                                                             | 923                                       |